# Ferrol (Romblon)
Ferrol ist eine philippinische Stadtgemeinde in der Provinz Romblon, in der Verwaltungsregion IV-B, Mimaropa. Sie hat 22.262 Einwohner (Zensus 1. August 2015). Sie wird als Gemeinde der sechsten Einkommensklasse auf den Philippinen und als teilweise urbanisiert eingestuft.
Ferrol liegt im westlichen Teil der Insel Tablas und die Topographie der Gemeinde wird durch ein flachhügeliges Terrain gekennzeichnet. Im Norden liegt die Nachbargemeinde Odiongan und im Osten Looc.

## Baranggays
Die Gemeinde setzte sich 2011 aus sechs Barangays zusammen:
| - Agnonoc - Bunsoran - Claro M. Recto - Hinaguman - Poblacion - Tubigon |

## Weblink

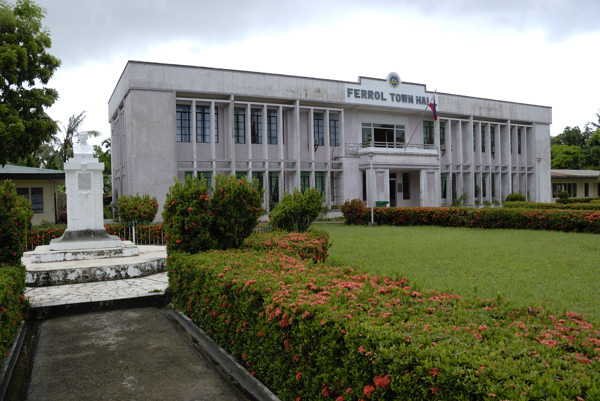
Rathaus von Ferrol

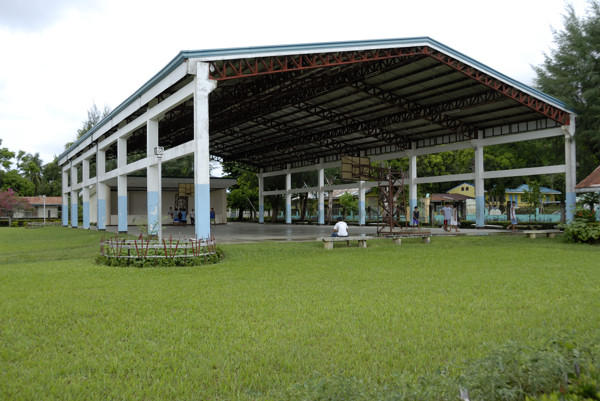
Veranstaltungshalle von Ferrol

- Informationen der Philippine Statistics Authority über Ferrol